# Estación Mariano Acosta
Mariano Acosta es una estación ferroviaria ubicada en la ciudad del mismo nombre, partido de Merlo, Provincia de Buenos Aires, Argentina.

## Servicios
Es un centro de transferencia intermedio perteneciente a la Línea Sarmiento, en el ramal que presta servicio entre las estaciones Merlo y Lobos. 

## Ubicación
Se encuentra en un área suburbana del partido de Merlo.

## Historia
Si bien el ramal se construyó en 1870, la estación fue habilitada al servicio público el 15 de noviembre de 1910, que por entonces pertenecía al Ferrocarril del Sud de capitales británicos. En esos años, el pueblo llevaba el nombre de Villa Posse.

### Toponimia
La estación tuvo el nombre de Maipú, luego Coronel Suaréz, hasta llegar a la denominación actual.

### Accidente de 2017
El 25 de julio de 2017 a las 3:50 AM en el paso a nivel Valentín Gómez entre esta estación y Marcos Paz un tren que iba en dirección a Lobos embistió la parte trasera de un colectivo de la línea 503 que pasaba con las barreras altas debido a un error del Banderillero que tenía que bajarlas se quedó dormido, el accidente dejó 2 muertos (el chofer del colectivo y una pasajera de 34 años) y 15 heridos.